# BG Group
BG Group plc (LSE: BG.) es una empresa multinacional petrolera británica con sede en Reading, Reino Unido. Tiene operaciones en 25 países a lo largo de África, Asia, Australasia, Europa, Norteamérica y Sudamérica y produce en torno a 680.000 barriles de petróleo diariamente. Tiene un importante negocio de Gas Natural Licuado (LNG) y es el mayor suministrador de LNG en los Estados Unidos. A 31 de diciembre de 2009 tenía unas reservas probadas de petróleo de 2.600 millones de barriles (410.000.000 m³).
BG Group cotiza en la bolsa de Londres y es constituyente del índice FTSE 100. A diciembre de 2011, era la octava mayor compañía en el FTSE, con una capitalización de mercado de £45.700 millones.

## Historia

### Orígenes
La compañía fue creada en 1997 cuando British Gas plc se desprendió de Centrica y se convirtió en BG plc, que fue reorganizada en 1999 como BG Group plc.

### De 2000 al presente
El 23 de octubre de 2000, una siguiente segregación de la compañía separó Lattice Group y BG Group. Lattice tomó la posesión de Transco (el transportista de gas del Reino Unido), Advantica (especialista en ingeniería y consultoría) junto con la propiedad junto con propiedades y empresas de transporte y BG Group tomó posesión de los campos de gas y otros activos. En 2002, Lattice se fusionó con National Grid Company para convertirse en National Grid Transco que fue renombrado National Grid plc en 2005.
En septiembre de 2007, BG Group dejó de cotizar sus ADRs en la bolsa de Nueva York después de expresar preocupaciones por las condiciones más estrictas y costes más elevados asociados con la ley Sarbanes-Oxley. En su lugar estas acciones empezaron a negociarse en el mercado estadounidense  Over The Counter conocido como Pink Sheets "International Premier QX".
En junio de 2008 BG Group lanzó oferta hostil y finalmente fallida de US$13.100 millones para la adquisición de Origin Energy, un importante productor de gas australiano: BG Group fue desplazado por ConocoPhillips que ofreció invertir US$9.1 millones en una joint venture con Origin. En octubre de 2008 BG Group acordó comprar Queensland Gas por US$3.400 millones permitiéndole así operara en el mercado asiático del gas natural licuado.
El 1 de noviembre de 2010, BG Group anunció planes para invertir £9.300 millones en el primer proyecto mundial para la producción y transporte de gas producido en depósitos de carbón. Esta será la primera de una serie de proyectos relacionados con los depósitos de carbón y metano en la región oriental de Australia y será operacional por 2014. BG Group construirá 540 km de oleoductos soterrados en Queensland que transportará el gas producido en depósitos de carbón a una terminal en Gladstone en la costa Este. En octubre de 2011 BG Group firmó un contrato de US$8.000 millones con Cheniere Energy para exportar gas natural licuado a los Estados Unidos.

## Operaciones

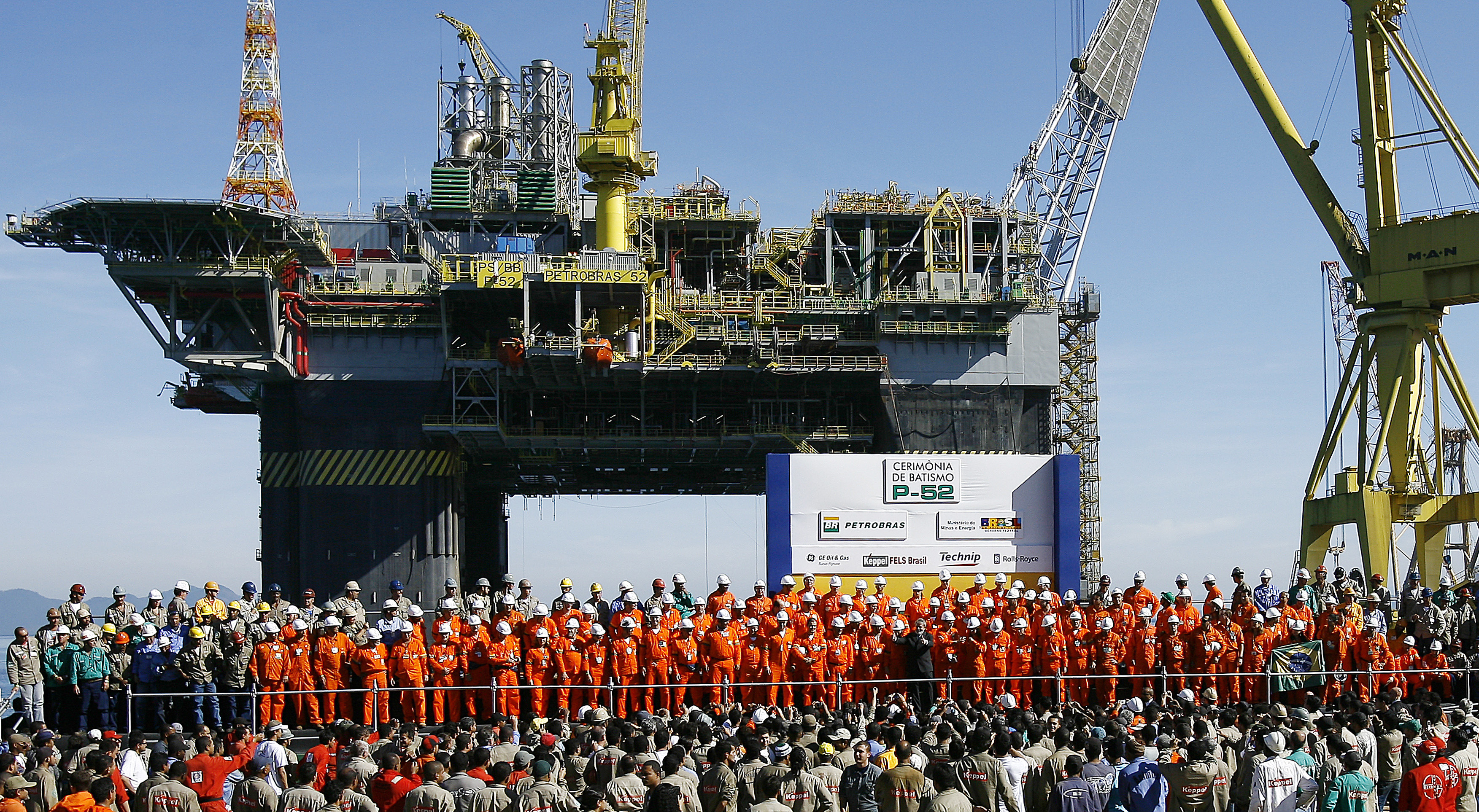
El anterior presidente de Brasil Lula da Silva con el equipo responsable de un hipotético descubrimiento en el área del campo petrolero Tupí.

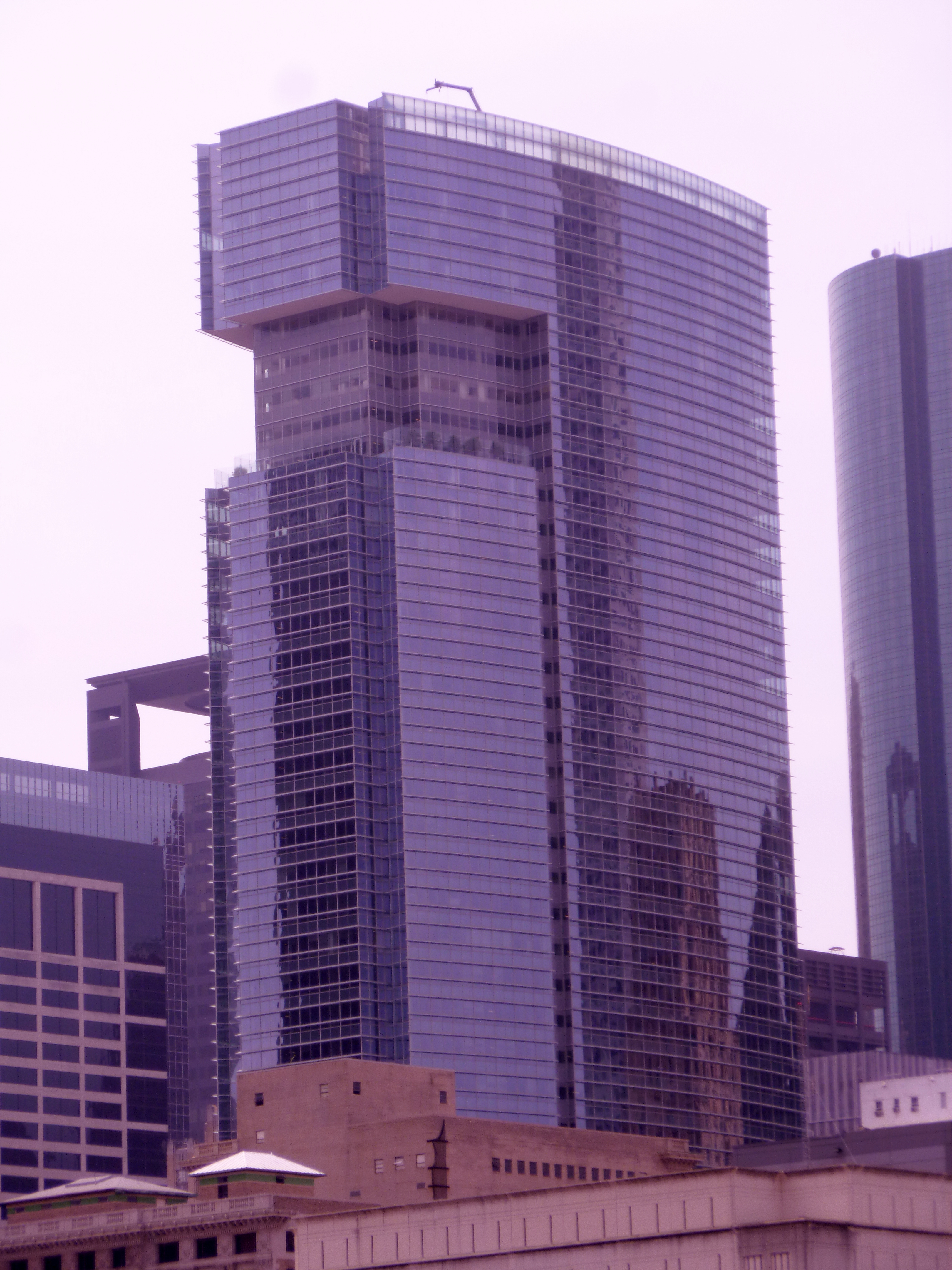
BG Group Place en Houston, Estados Unidos, la sede norteamericana de BG Group.

El principal negocio de BG Group es la exploración y extracción de gas natural, gas natural licuado y en menor medida petróleo. Vende estos productos a clientes mayoristas como distribuidores minoristas de gas y empresas generadoras de electricidad. También posee algunos gasoductos y está involucrada en algunos proyectos de generación eléctrica. Está activa en todo el mundo, teniendo solo una parte minoritaria de su negocio en el Reino Unido. BG Group es una empresa multinacional con operaciones en 27 países. Las regiones clave de la compañía incluyen:
- Australia
  - QGC
- Brasil
  - Intereses en los campos petrolíferos de Tupi, Iara, Guará e Iracema en la cuenca de Santos
- Egipto
  - Opera los campos de gas de Rosseta y West Delta, exportación de GNL
- India
  - Intereses en los campos de Panna, Mukta y Tapti; Gujarat Gas Company y Mhanagar Gas Company (distribución de gas)
- Kazakhastán
  - Intereses en el campo de gas de Karachaganak
- Noruega
  - Licencias de exploración con varios descubrimientos
- Tailandia
  - Intereses en el campo de gas de Bongkot
- Trinidad & Tobago
  - Campos de gas de NCMA Y Dplphin, exportación de GNL
- Túnez
  - Opera del campo gasístico de Miskar gas
- Reino Unido
  - Intereses en varios campos petrolíferos y de gas, incluyendo la operación en los campos de gas de Armada, Everest y Lomond y el campo petrolífero de Blake; intereses en la terminal de importación de GNL Dragon
- EE. UU.
  - Intereses en terminales de GNL, operaciones de gas de esquisto mediante joint venture Haynesville y Marcellus plays

A 31 de diciembre de 2009 BG tenía reservas probadas de 316.600.000.000 m³ de gas natural y 736 millones de barriles de petróleo y condensado. La producción anual en 2009 fue de 234.9 millones de barriles de petróleo equivalentes (mmboe).

## Administración
Sir Frank Chapman fue elegido jefe ejecutivo de BG Group en octubre de 2000. Su remuneración por su cargo en 2008 consistió de 1,081,588 de salario base y £1,944,000 en bonus.